# リンダ・コリー
リンダ・コリー（Linda Colley, 1949年 - ）は、イギリス出身の歴史学者。専門はイギリス近代史。
ブリストル大学卒業。ケンブリッジ大学で博士号取得。ケンブリッジ大学クライスツ・カレッジのフェローをつとめたのち、イェール大学助教授・准教授・教授、ロンドン・スクール・オブ・エコノミクス教授を経て、現在プリンストン大学歴史学部教授。
1992年刊行の著書『イギリス国民の誕生』で1993年ウルフソン賞を受賞。
京都大学文学研究科教授で近代イギリス史を専門とする金澤周作はコリーを「膨大な個別事例の読み込みからディテールを保ち例外を包含しつつ明確な一つの物語を紡いでみせる稀代の歴史家」と評している。

## 著書
- In Defiance of Oligarchy: the Tory Party, 1714-60, (Cambridge University Press, 1982).
- Lewis Namier, (Weidenfeld & Nicolson, 1989).
- Britons: Forging the Nation 1707-1837, (Yale University Press, 1992, 2nd ed., 2005).

『イギリス国民の誕生』川北稔 監訳、名古屋大学出版会、2000年。ISBN 978-4-8158-0387-2。
- Captives: Britain, Empire and the World, 1600-1850, (Jonathan Cape, 2002).

『虜囚 : 一六〇〇〜一八五〇年のイギリス、帝国、そして世界』中村裕子・土平紀子 訳、法政大学出版局、2016年。ISBN 978-4-588-37125-7。
- The Ordeal of Elizabeth Marsh: A Woman in World History, (HarperCollins, 2007).